# Leptospermum parviflorum
Leptospermum parviflorum là một loài thực vật có hoa trong Họ Đào kim nương. Loài này được Valeton mô tả khoa học đầu tiên năm 1907.